# Hát Môn
Hát Môn là một xã ngoại thành phía tây Thủ đô Hà Nội, Việt Nam. Đây nguyên là một xã thuộc huyện cũ Phúc Thọ. Ngày 16 tháng 6 năm 2025, Ủy ban Thường vụ Quốc hội ban hành Nghị quyết số 1656/NQ-UBTVQH15, trong đó sắp xếp toàn bộ diện tích tự nhiên, quy mô dân số của xã Tam Hiệp, Hiệp Thuận, Liên Hiệp, Ngọc Tảo, Tam Thuấn, Thanh Đa và Hát Môn thành xã mới có tên gọi là xã Hát Môn.

## Địa lý
Xã Hát Môn hiện tiếp giáp với 7 đơn vị hành chính:
- Phía đông giáp xã Liên Minh và xã Đan Phượng
- Phía nam giáp xã Quốc Oai và xã Dương Hòa
- Phía tây giáp xã Phúc Thọ và xã Tây Phương
- Phía bắc giáp xã Phúc Lộc

## Giao thông
Các tuyến, hệ thống giao thông đi qua xã Hát Môn:
- Hệ thống xe buýt: Tuyến 20B
- Đường sông: sông Đáy.

## Văn hóa

### Di tích, lễ hội
- Đền Hát Môn thờ Hai Bà Trưng đã được xếp hạng là di tích cấp quốc gia đặc biệt năm 2014.[cần dẫn nguồn]
- Lễ hội đền Hát Môn diễn ra hàng năm vào ngày mùng 6 tháng ba âm lịch đã được tôn vinh là di sản văn hóa phi vật thể cấp quốc gia năm 2016.

### Sự kiện Hai Bà Trưng hi sinh
Cũng có nhiều tư liệu nói về lòng dũng cảm chiến đấu quân thù và hi sinh của Hai Bà Trưng và địa điểm hi sinh là khác nhau như vùng Hồi Hồ, núi Hi Sơn (nay thuộc tỉnh Phú Thọ); và cả địa danh sông Hát, nay thuộc xã Hát Môn nơi Hai Bà Trưng thua chạy tới đây trong trận chiến không cân sức với quân giặc đã trầm mình xuống dòng sông để thể hiện khí tiết.

## Kinh tế
Xã Hát Môn có nghề truyền thống làm mộc như: nội thất, đồ thờ, tủ bếp, chế biến gỗ...